# Парламентские выборы в Чехии (2017)
Парламентские выборы в Чехии — очередные выборы депутатов нижней палаты Парламента Чехии, состоявшиеся 20—21 октября 2017 года. По пропорциональной избирательной системе избрано 200 депутатов Палаты депутатов Парламента Чехии.

## Дата выборов
Чешская Конституция гласит, что выборы в Палату депутатов должны проводиться каждые четыре года. Дни голосования в Чешской Республике — пятница и суббота, но избиратели могут представлять свои бюллетени в любой день. Точная дата выборов назначается Президентом, который обязан огласить её не позднее, чем за 90 дней до дня проведения выборов. 6 апреля 2017 года президент Милош Земан объявил 20 и 21 октября 2017 года днями проведения выборов.

## Избирательная система
200 членов Палаты депутатов избираются в 14 многомандатных избирательных округах (в каждом из которых обычно баллотируются от 5 до 25 членов), по пропорциональному представительству открытого списка, в котором они могут давать преференциальные голоса для четырёх кандидатов в выбранном списке. Места распределяются с использованием метода д’Ондта с избирательным порогом 5 % для самовыдвиженцев, 10 % для двухпартийных коалиций, 15 % для трехпартийных коалиций и 20 % для коалиций четырёх или более партии. Кандидаты, получившие привилегированные голоса более 5 % избирателей, переходят в верхнюю часть своего списка, а в случаях, когда более одного кандидата получает более 5 % привилегированных голосов, они оцениваются в порядке получения голосов.

## Политические партии и кандидаты
| Партия                                                                                    | Идеология                                                                                           | Лидер             |
| ----------------------------------------------------------------------------------------- | --------------------------------------------------------------------------------------------------- | ----------------- |
| Чешская социал-демократическая партия (ČSSD)                                              | социал-демократия, панъевропеизм                                                                    | Милан Хованец     |
| ANO 2011 (ANO)                                                                            | центризм, популизм, либерализм, синкретизм                                                          | Андрей Бабиш      |
| Коммунистическая партия Чехии и Моравии (KSČM) - Партия демократического социализма       | коммунизм, евроскептицизм                                                                           | Войтех Филип      |
| ТОП 09 - Либерально-экологическая партия                                                  | либеральный консерватизм, паневропеизм                                                              | Мирослав Калоусек |
| Гражданская демократическая партия (ODS) - Freeholder Party                               | либеральный консерватизм, экономический либерализм, евроскептицизм                                  | Петр Фиала        |
| Христианско-демократический союз — Чехословацкая народная партия (KDU-ČSL)                | христианская демократия, социальный консерватизм, паневропеизм                                      | Павел Белобрадек  |
| Старосты и независимые (STAN) - SNK Европейские демократы                                 | субсидиарность, панъевропеизм                                                                       | Петр Газдик       |
| Свобода и прямая демократия (SPD) - Моравия                                               | правопопулизм, антимиграция, прямая демократия, евроскептицизм                                      | Томио Окамура     |
| Чешская пиратская партия                                                                  | пиратская партия, прямая демократия и «общественная демократия», «открытое государство», либерализм | Иван Бартош       |
| Партия зеленых - Смена политического движения                                             | зеленая политика, паневропеизм                                                                      | Матей Стропницкий |
| Партия свободных граждан (Svobodní)                                                       | классический либерализм, право-либертарианизм, либертарианский консерватизм, евроскептицизм         | Петр Мах          |
| Реалисты (REAL) - Патриоты Чешской Республики                                             | Национальный консерватизм, экономический либерализм, евроскептицизм                                 | Петр Робешек      |
| Партия гражданских прав (SPO)                                                             | Социал-демократия, прямая демократия                                                                | Ян Велеба         |
| Партия здравого смысла (Rozumní) - Чешский движение за национальное единство              | Национализм, национальный либерализм, евроскептицизм                                                | Петр Ханниг       |
| Коалиция для Республики — Республиканской партии Чехословакии Мирослава Сладека (SPR-RSČ) | Национальный консерватизм, антимиграция, Чехословацкий профсоюзный, евроскептицизм                  | Мирослав Сладек   |
| Рабочая партия социальной справедливости (DSSS)                                           | Неонацизм, национализм, антиглобализм, евроскептицизм                                               | Томаш Вандас      |

## Результаты
Партии получившие голоса избирателей:
| Место | Участник                                                                         | Голоса    | %     | +/-    | Места | +/- |
| ----- | -------------------------------------------------------------------------------- | --------- | ----- | ------ | ----- | --- |
| 1     | АНО 2011 (ANO)                                                                   | 1 500 113 | 29,64 | +10,98 | 78    | +31 |
| 2     | Гражданская демократическая партия (ODS) с поддержкой Партии частников ЧР (SsČR) | 572 962   | 11,32 | +3,59  | 25    | +9  |
| 3     | Чешская пиратская партия (Piráti)                                                | 546 393   | 10,79 | +8,13  | 22    | +22 |
| 4     | Свобода и прямая демократия (SPD)                                                | 538 574   | 10,64 | +3,76  | 22    | +8  |
| 5     | Коммунистическая партия Чехии и Моравии (KSČM)                                   | 393 100   | 7,76  | -7,15  | 15    | -18 |
| 6     | Чешская социал-демократическая партия (ČSSD)                                     | 368 347   | 7,27  | -13,09 | 15    | -35 |
| 7     | Христианско-демократический Союз — Чехословацкая народная партия (KDU-ČSL)       | 293 643   | 5,8   | -0,98  | 10    | -4  |
| 8     | ТОП 09 (TOP 09)                                                                  | 268 811   | 5,31  | -6,69  | 7     | -19 |
| 9     | Старосты и независимые (STAN)                                                    | 262 157   | 5,18  | Новая  | 6     | 0   |
| 10    | Партия свободных граждан (Svobodní)                                              | 79 229    | 1,56  | -0,91  | 0     | 0   |
| 11    | Партия зеленых (Zelení)                                                          | 74 335    | 1,46  | -1,74  | 0     | 0   |
| 12    | Партия здравого смысла (Rozumní)                                                 | 36 528    | 0,72  | +0,45  | 0     | 0   |
| 13    | Реалисты (Realisté)                                                              | 35 995    | 0,71  | Новая  | 0     | 0   |
| 14    | Партия прав граждан (SPO)                                                        | 18 556    | 0,36  | -1,15  | 0     | 0   |
| 15    | Спортсмены (SPORTOVCI)                                                           | 10 593    | 0,20  | Новая  | 0     | 0   |
| 16    | Рабочая партия социальной справедливости (DSSS)                                  | 10 402    | 0,20  | -0,66  | 0     | 0   |
| 17    | Объединение за республику — Республиканская партия Чехословакии (SPR-RSČ)        | 9857      | 0,19  | Новая  | 0     | 0   |
| 18    | Орден нации — Патриотический союз (ŘN-VU)                                        | 8735      | 0,17  | Новая  | 0     | 0   |
| 19    | Гражданский демократический альянс (ODA)                                         | 8030      | 0,15  | Новая  | 0     | 0   |
| 20    | Блок против исламизации — Защита дома (BPI)                                      | 5077      | 0,10  | Новая  | 0     | 0   |
| 21    | Референдум о Европейском союзе (Referendum o EU)                                 | 4276      | 0,08  | Новая  | 0     | 0   |
| 22    | Радостная Чехия (Radostné Česko)                                                 | 3852      | 0,07  | Новая  | 0     | 0   |
| 23    | Путь ответственного общества (CESTA)                                             | 3758      | 0,07  | Новая  | 0     | 0   |
| 24    | Хороший выбор 2016 (DV 2016)                                                     | 3722      | 0,07  | Новая  | 0     | 0   |
| 25    | Чешская национально-социальная партия (ČSNS)                                     | 1573      | 0,03  | Новая  | 0     | 0   |

Другие 6 партий, принявших участие в выборах, набрали каждая менее 500 голосов, или 0,00 %. Это «Объединение против коммерческой застройки в Прокопской долине», «Союз Гордости, Активности, Патриотизма, Эмпатии и Человечности 2017 (Unie H.A.V.E.L.)», «Граждане 2011 — Справедливость для людей», «Нация для себя», «Чешский национальный фронт», а также партия с необычным названием «Выбирайте Правый Блок www.cibulka.net».